# La Bazouge-de-Chemeré
La Bazouge-de-Chemeré ist eine französische Gemeinde mit 495 Einwohnern (Stand: 1. Januar 2022) im Département Mayenne in der Region Pays de la Loire in Frankreich. Einwohner der Gemeinde werden Bazougéens genannt. Die Gemeinde gehört zum Arrondissement Château-Gontier und zum Kanton Meslay-du-Maine.

## Geographie
La Bazouge-de-Chemeré liegt etwa 23 Kilometer ostsüdöstlich von Laval. Umgeben wird La Bazouge-de-Chemeré von den Nachbargemeinden Saint-Georges-le-Fléchard im Norden und Nordwesten, Vaiges im Norden und Nordosten, Saulges im Osten und Südosten, Chémeré-le-Roi im Südosten, La Cropte und Saint-Denis-du-Maine im Süden sowie Bazougers im Westen.

## Einwohnerentwicklung
| Jahr                       | 1962 | 1968 | 1975 | 1982 | 1990 | 1999 | 2006 | 2019 |
| Einwohner                  | 656  | 592  | 494  | 447  | 406  | 443  | 504  | 516  |
| Quellen: Cassini und INSEE |      |      |      |      |      |      |      |      |

## Sehenswürdigkeiten
- Kirche Saint-Gervais-et-Saint-Protais

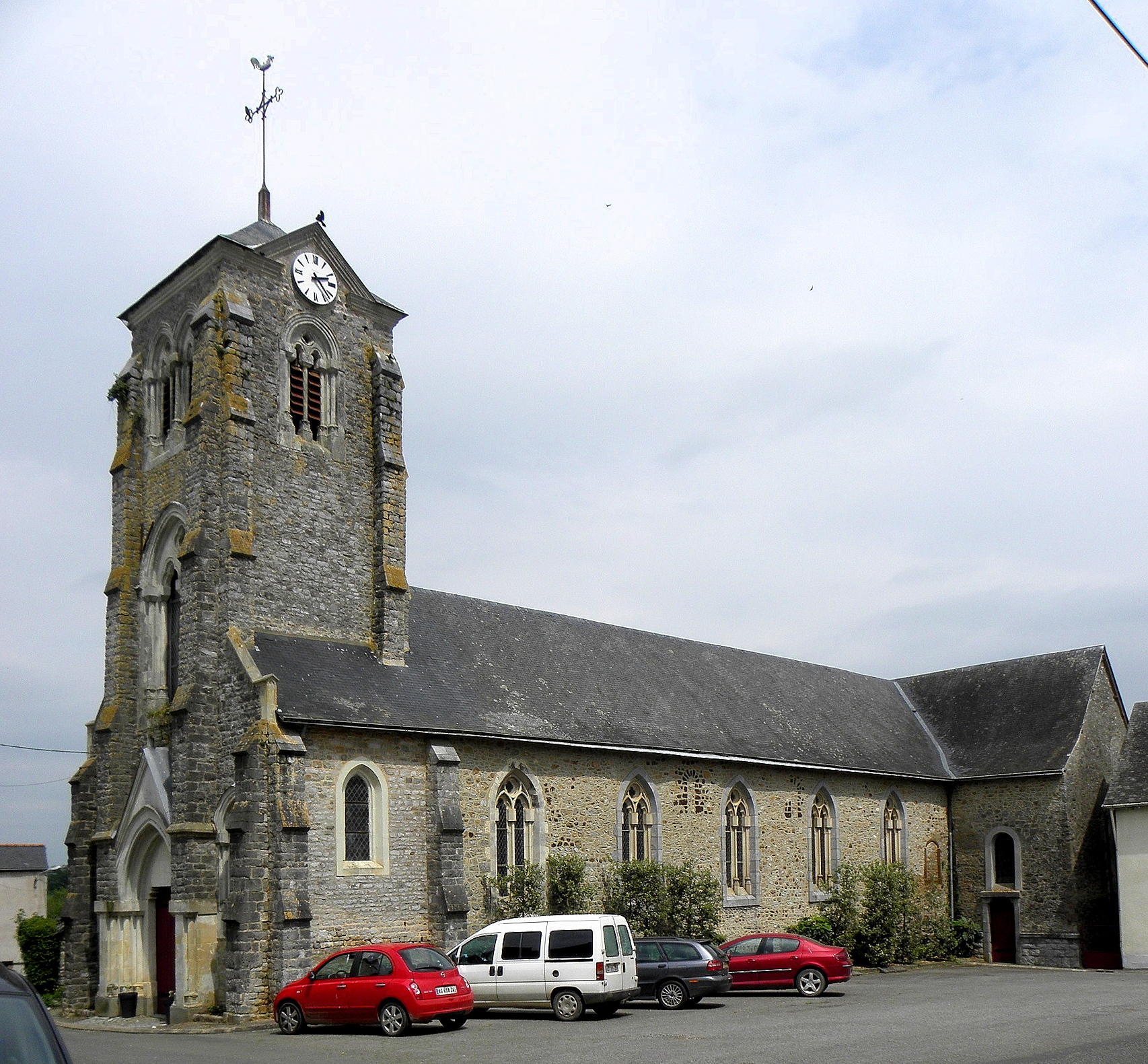
Kirche Saint-Gervais-et-Saint-Protais

## Gemeindepartnerschaft
Mit der französischen Gemeinde Balschwiller im Département Haut-Rhin (Elsass) besteht seit 1972 eine Partnerschaft.